# Mindre ekmalmätare
Ekmalmätare (Eupithecia dodoneata) är en fjärilsart som beskrevs av Achille Guenée 1858. Ekmalmätare ingår i släktet Eupithecia och familjen mätare. Enligt den finländska rödlistan är arten starkt hotad i Finland. Arten är reproducerande i Sverige. Artens livsmiljö är friska och torra lundar. Inga underarter finns listade i Catalogue of Life.

## Bildgalleri

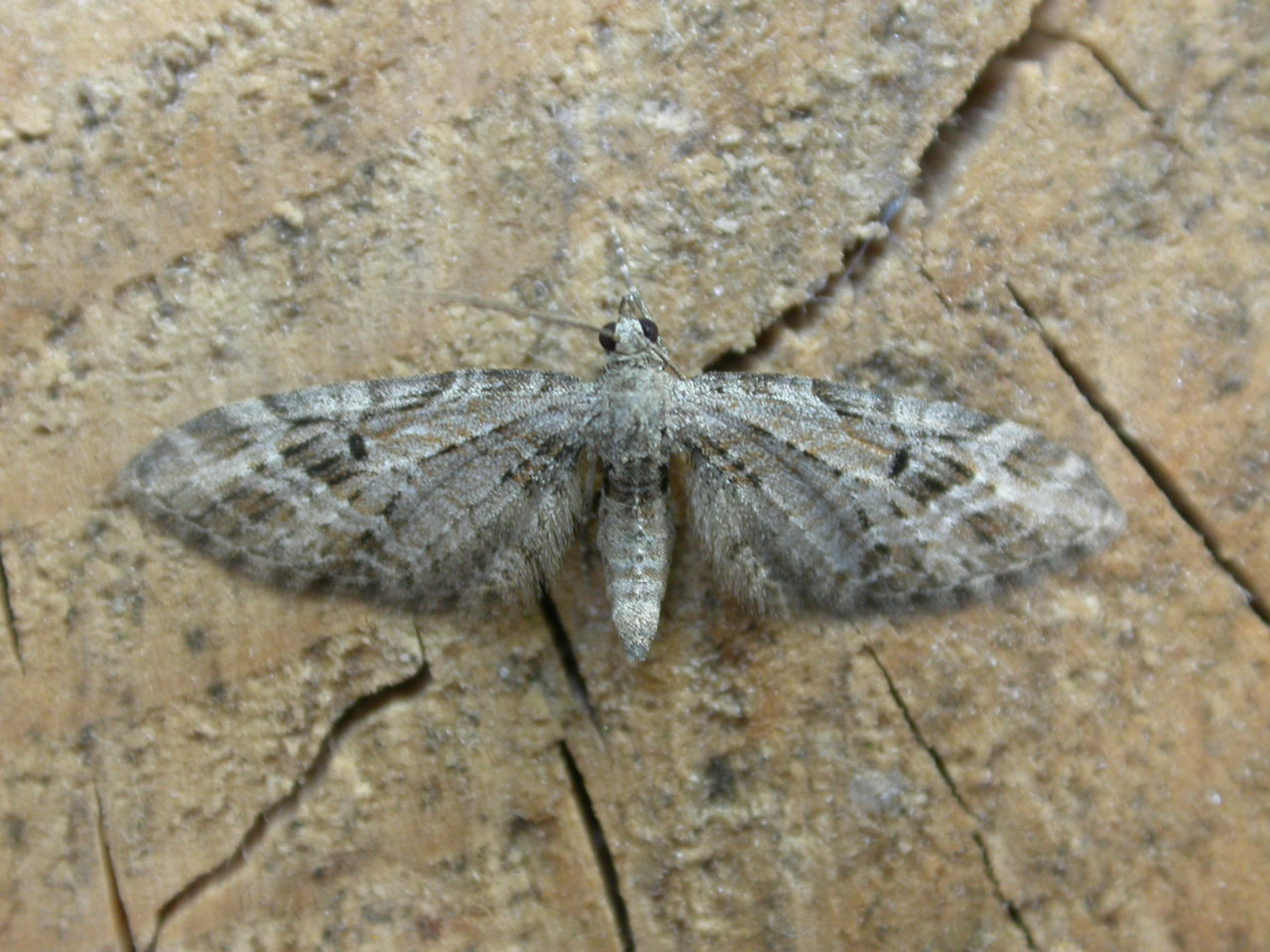
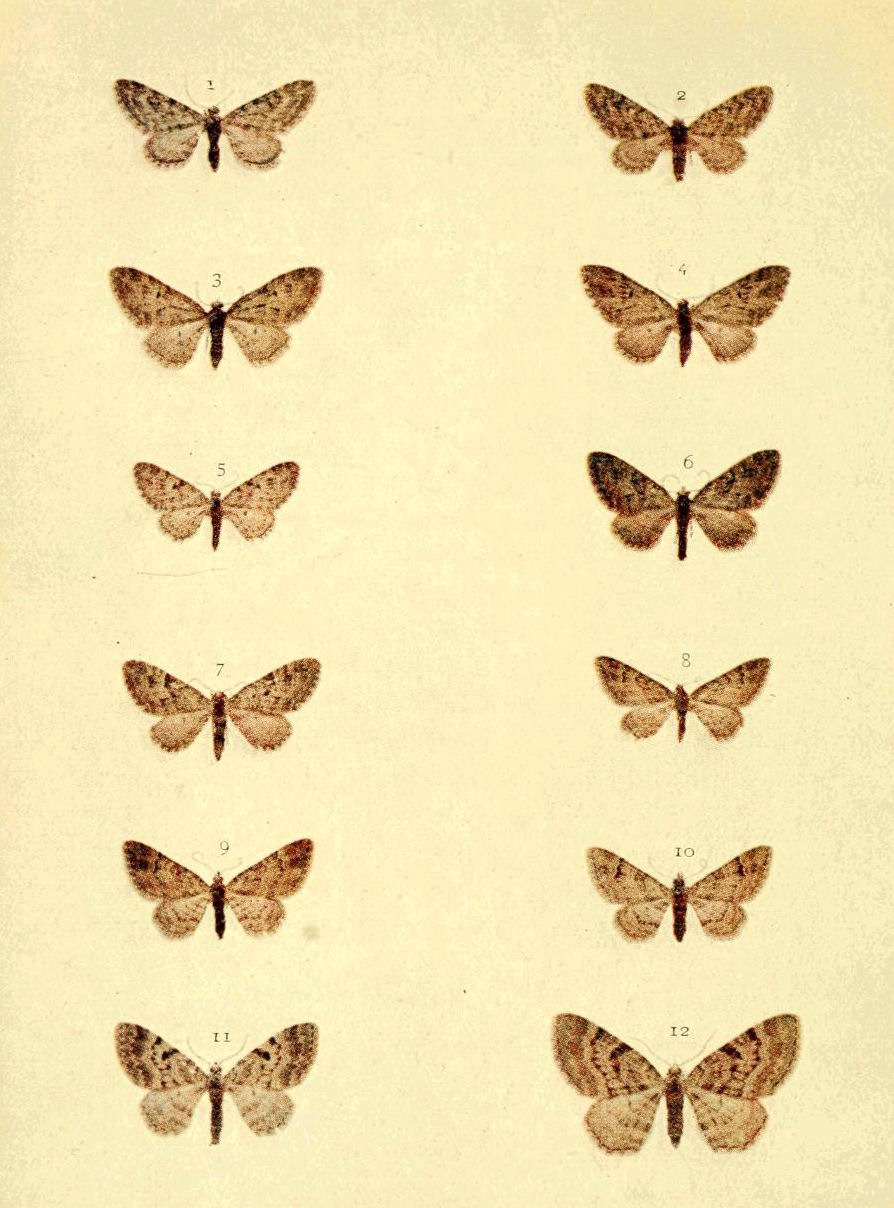